# Snatam Kaur
Snatam Kaur est une chanteuse américaine née en 1972 à Trinidad (Colorado).

## La musique de Snatam Kaur
Sikh, enseignante de Kundalinî Yoga qu'elle a découvert dans son enfance, Snatam Kaur est chanteuse et musicienne, familière de la musique indienne et plus particulièrement du  Shabad Kirtan (tradition musicale Sikh).
Après quelques années au sein d'un groupe, Peace Family, elle entame une carrière solo. Son style musical mélange agréablement mélodies occidentales et sonorités indiennes, mantras issus de la tradition du Kundalinî Yoga, paroles de Yogi Bhajan et paroles personnelles. Elle chante le tout d'une voix au timbre clair, qu'elle module avec art.
Elle se produit régulièrement aux États-Unis et au Canada et, de plus en plus, au sein des communautés Sikhs à travers le monde (Inde, Singapour) au sein desquelles elle gagne une reconnaissance croissante de ragini (chanteuse qui maîtrise les compositions ou raags). Et des artistes new age comme Deva Premal n'hésitent pas à reprendre ses compositions.

## Albums
Les albums de Snatam Kaur sont tous édités chez Spirit Voyage Music:
- To Heaven and Beyond (2000)
- Prem (2002)
- Shanti (2003) – finaliste aux World Music Grammy
- Grace (2004)
- A Mother's Blessing (2005) – avec sa mère, Prabhu Nam Kaur
- Anand (2006)

Les albums Prem, Grace et Shanti sont disponibles auprès des éditions Le Souffle d'Or.